# Ardisia corymbifera
Ardisia corymbifera Mez – gatunek roślin z rodziny pierwiosnkowatych (Primulaceae). Występuje naturalnie w Indiach (Asam), Chinach (w prowincjach Kuangsi i Junnan), Wietnamie, Laosie oraz Tajlandii. 

## Morfologia
PokrójZimozielony krzew dorastający do 1–5 m wysokości, tworzący kłącza.
LiścieBlaszka liściowa ma eliptyczny lub lancetowaty kształt. Mierzy 11–13 cm długości oraz 2–3 cm szerokości, jest całobrzega lub karbowana na brzegu, ma klinową nasadę i spiczasty wierzchołek. Ogonek liściowy jest nagi i ma 5–8 mm długości.
KwiatyZebrane w wiechach wyrastających na szczytach pędów. Mają działki kielicha o owalnym lub eliptycznym kształcie i dorastające do 2–3 mm długości. Płatki są owalne i mają białą lub różową barwę.
OwocPestkowce mierzące 8 mm średnicy, o kulistym kształcie.

## Biologia i ekologia
Rośnie w lasach oraz zaroślach. Występuje na wysokości od 300 do 1800 m n.p.m.

## Zmienność
W obrębie tego gatunku wyróżniono jedną odmianę:
- A. corymbifera var. euryoides K.Larsen & C.M.Hu